# La Sabanilla
La Sabanilla är en ort i Mexiko.   Den ligger i kommunen Guasave och delstaten Sinaloa, i den västra delen av landet, 1 200 km nordväst om huvudstaden Mexico City. La Sabanilla ligger 13 meter över havet och antalet invånare är 554.
Terrängen runt La Sabanilla är mycket platt. Runt La Sabanilla är det ganska tätbefolkat, med 100 invånare per kvadratkilometer. Närmaste större samhälle är Guasave, 4,5 km öster om La Sabanilla. Trakten runt La Sabanilla består till största delen av jordbruksmark.